# Titularbistum Cluain Iraird
Cluain Iraird (neu-ir.: Cluain Ioraird,  engl. Clonard) ist ein Titularbistum der römisch-katholischen Kirche.
Es geht zurück auf einen untergegangenen Bischofssitz Clonard, der in der irischen Provinz Leinster lag und der Kirchenprovinz Armagh zugeordnet war.
| Titularbischöfe von Cluain Iraird |                          |                                                                |                |                  |
| Nr.                               | Name                     | Amt                                                            | von            | bis              |
| 1                                 | René Toussaint OMI       | emeritierter Bischof von Idiofa (Demokratische Republik Kongo) | 21. Mai 1970   | 23. Juli 1976    |
| 2                                 | Austin Bernard Vaughan   | Weihbischof in New York (USA)                                  | 24. Mai 1977   | 26. Juni 2000    |
| 3                                 | Michael Francis Burbidge | Weihbischof in Philadelphia (USA)                              | 21. Juni 2002  | 8. Juni 2006     |
| 4                                 | Timothy Costelloe SDB    | Weihbischof in Melbourne (Australien)                          | 30. April 2007 | 20. Februar 2012 |
| 5                                 | Peter Byrne              | Weihbischof in New York (USA)                                  | 14. Juni 2014  |                  |